# Cantone di Lézardrieux
Il Cantone di Lézardrieux era una divisione amministrativa dell'Arrondissement di Lannion.
A seguito della riforma approvata con decreto del 13 febbraio 2014, che ha avuto attuazione dopo le elezioni dipartimentali del 2015, è stato soppresso.

## Composizione
Comprendeva 7 comuni:
- Kerbors
- Lanmodez
- Lézardrieux
- Pleubian
- Pleudaniel
- Pleumeur-Gautier
- Trédarzec